# 窄鼻龙属
窄鼻龙（学名：Stenorhynchosaurus）是蛇颈龙目上龙科已灭绝的一个属，生存于早白垩世的南美洲。模式种兼唯一种是穆氏窄鼻龙（Stenorhynchosaurus munozi）。

## 词源
属名取自希腊语词汇stenos（狭窄的）、rhynchos（鼻部）及sauros（蜥蜴），种名munozi表彰发现并报告化石的豪赫·穆尼奥兹（Jorge Muñoz）。

## 发现与命名

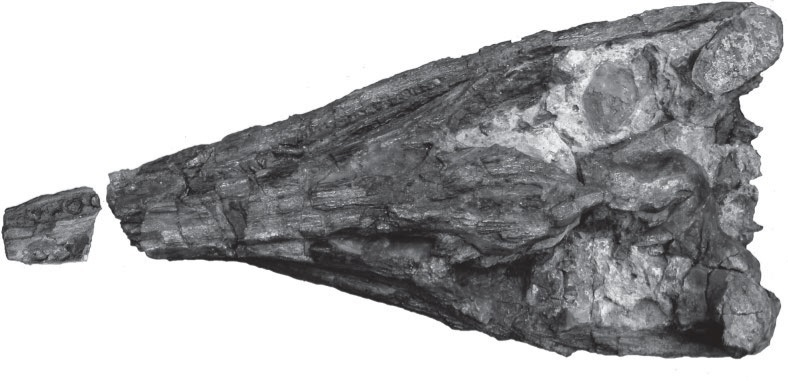
穆氏窄鼻龙正模标本中的颅骨

2000年，在豪赫·穆尼奥兹位于哥伦比亚博亚卡省莱瓦镇附近卡布雷拉的地产上发现一截蛇颈龙类吻突前部，其出土于白垩纪巴列姆阶的海相岩层中。穆尼奥兹向地方当局报告了该发现，后者又向波哥大哥伦比亚地质调查局管理的何塞·罗约与戈梅斯地质博物馆（Museo Geológico José Royo y Gómez）工作人员发出通知。随后在哥伦比亚地理生物基金会（Fundación Colombiana de Geobiología）的合作下，于2004至05年间挖出近乎完整的骨骼，再将遗骸运至波哥大，并指定编号VL17052004-1以便进行清修和研究。
遗骸整体关节连接，发现于帕哈组杂色黏土岩段（Arcillolitas Abigarradas Member）的C层（Segment C），该层含有与潮间带海洋环境相符的高岭粘土岩，岩石基质中含数件菊石标本或印痕，颅骨内侧也有一件。这些菊石包括盔形格氏菊石（Gerhardtia galeatoides）、普罗旺斯格氏菊石（G. provincialis）等物种及海因茨菊石属，在巴列姆阶较为典型。2005年，德国古生物学家奥利弗·汉普（Oliver Hampe）对标本进行初步描述并归入短颈龙未定种，即该属的一个分类不明物种，而此前短颈龙仅在美国晚白垩世沉积物中发现。它是贝里亚阶与豪特里维阶间的空缺之后首次出现的非彪龙科上龙类。2016年，玛丽亚·帕拉默、马塞拉·戈梅斯-佩雷斯（Marcela Gómez-Pérez）、费尔南多·埃塔约和莱斯列·诺伊（Leslie Noé）发表了更完整的描述，并将VL17052004-1选为新属新种穆氏窄鼻龙（Stenorhynchosaurus munozi）的正模标本。

## 描述
窄鼻龙是种中型上龙科，成年后长达7（23英尺）。